# Svenska mästerskapen i kortbanesimning 1956
Svenska mästerskapen i kortbanesimning 1956 avgjordes i Simhallsbadet, Malmö 1956. Det var den fjärde upplagan av kortbane-SM.

## Medaljsummering

### Herrar
| Gren            | Guld                  | Guld               |
| 50 m frisim     | Göran Larsson 26,2    | Simklubben S02     |
| 800 m frisim    | Willy Hemlin 10.02,7  | Simklubben S02     |
| 100 m fjärilsim | Bo Larsson 1.05,3     | SK Neptun          |
| 200 m ryggsim   | Hans Andersson 2.26,6 | Tunafors SK        |
| 100 m bröstsim  | Rolf Junefelt 1.12,3  | Jönköpings SLS     |
| 4x100 m frisim  | SK Poseidon 3.57,5    | SK Poseidon 3.57,5 |

### Damer
| Gren           | Guld                       | Guld             |
| 50 m frisim    | Kate Jobson 30,9           | Varbergs GIF     |
| 200 m frisim   | Anita Hellström 2.29,7     | SK Neptun        |
| 200 m ryggsim  | Margareta Westesson 2.43,5 | SK Poseidon      |
| 100 m bröstsim | Berit Mattsson 1.27,8      | Örebro SS        |
| 4x50 m frisim  | SK Neptun 2.07,5           | SK Neptun 2.07,5 |